# مستقبل الأستيل كولين المسكاريني M3
مستقبل الأستيل كولين المسكاريني M3 (بالإنجليزية: Muscarinic acetylcholine receptor M3)‏، والمعروف بمستقبل الأستيل كولين/المسكاريني أو المسكاريني M3 هو مستقبل للأستيل كولين المسكاريني [الإنجليزية]، يشفره الجين البشري CHRM3.
يقع مستقبل الأستيل كولين M3 في مناطق عدة بجسم الإنسان، مثل العضلات الملساء والغدد الصماء والالغدد الخارجية الإفراز والرئتين والبنكرياس والدماغ.